# Barnamaki

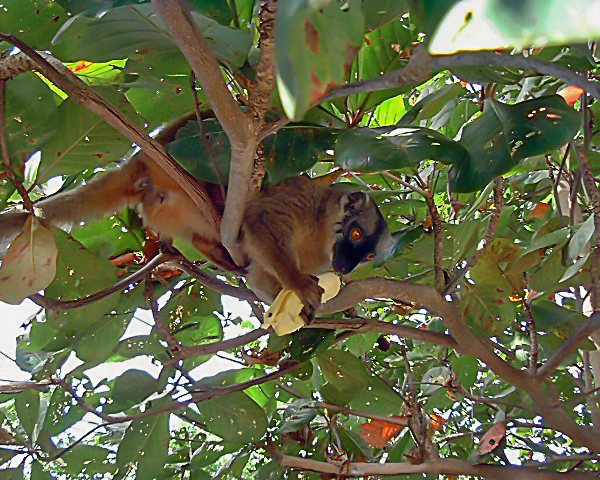
Mayotte-maki (Eulemur fulvus mayottensis)

A barnamaki (Eulemur fulvus) nem az emlősök (Mammalia) osztályába, a főemlősök (Primates) rendjébe és a makifélék (Lemuridae) családjába tartozó faj.

## Rendszertani besorolása
A barnamaki az egyik legnagyobb elterjedésű faj, a makifélék családjában, így korábban több alfaját különítették el.
Ezek többségéről 2001-ben kiderült, hogy valójában inkább különálló fajoknak tekinthetőek, mint alfajoknak, így leválasztották őket a barnamakiról.
A következő fajokat vélték korábban a barnamaki alfajainak:
- Fehérhomlokú maki (Eulemur albifrons)
- Szürkefejű maki (Eulemur cinereiceps) vagy (Eulemur albocollaris)
- Sárgaszakállú maki vagy más néven galléros maki (Eulemur collaris)
- Vöröshomlokú maki (Eulemur rufifrons)
- Vörös maki (Eulemur rufus)
- Sanford-barnamaki (Eulemur sanfordi)

A Mayotte szigetén élő egyedeket olykor elkülönítik külön alfajba a Madagaszkáron élő egyedektől és Mayotte-maki (Eulemur fulvus mayottensis) külön alfajként kezelik őket. A Mayotte-on élő egyedek besorolása vitatott, elképzelhető, hogy csak régi betelepítésből származnak.

## Elterjedése
Madagaszkár keleti és nyugati részének erdeiben él. Egy további populációja van Mayotte szigetén is.
Madagaszkáron mára három nagyobb populációja maradt: egy keleten, melyek elsősorban esőerdőkben élnek; egy északnyugaton a Betsiboka folyótól északra és egy északon, Sambirano környékén. Nyugaton és északon száraz, lombhullató erdőkben élnek a barnamakik.
A három nagy populáció között elszórtan kis töredékpopulációkban is élnek egyedek, melyekből arra, lehet következtetni, hogy az emberek megérkezése előtt, úgy nagyjából 2000 éve, jóval nagyobb területen éltek barnamakik a szigeten.

## Megjelenése
A valódi makik többségétől eltérően a barnamakinál nincs ivari dimorfizmus, a két ivar megjelenése azonos.
Szőrzete testének felső részén egyöntetű barna vagy szürkésbarna, hasa világosabb. Arca, orra és fejének felső része fekete. A nőstényeknél ezen testrészek némileg világosabbak, mint a hímeknél.
Hossza 43-50 centiméter, a farka 42-51 centiméter hosszú, súlya két-három kilogramm.

## Életmódja

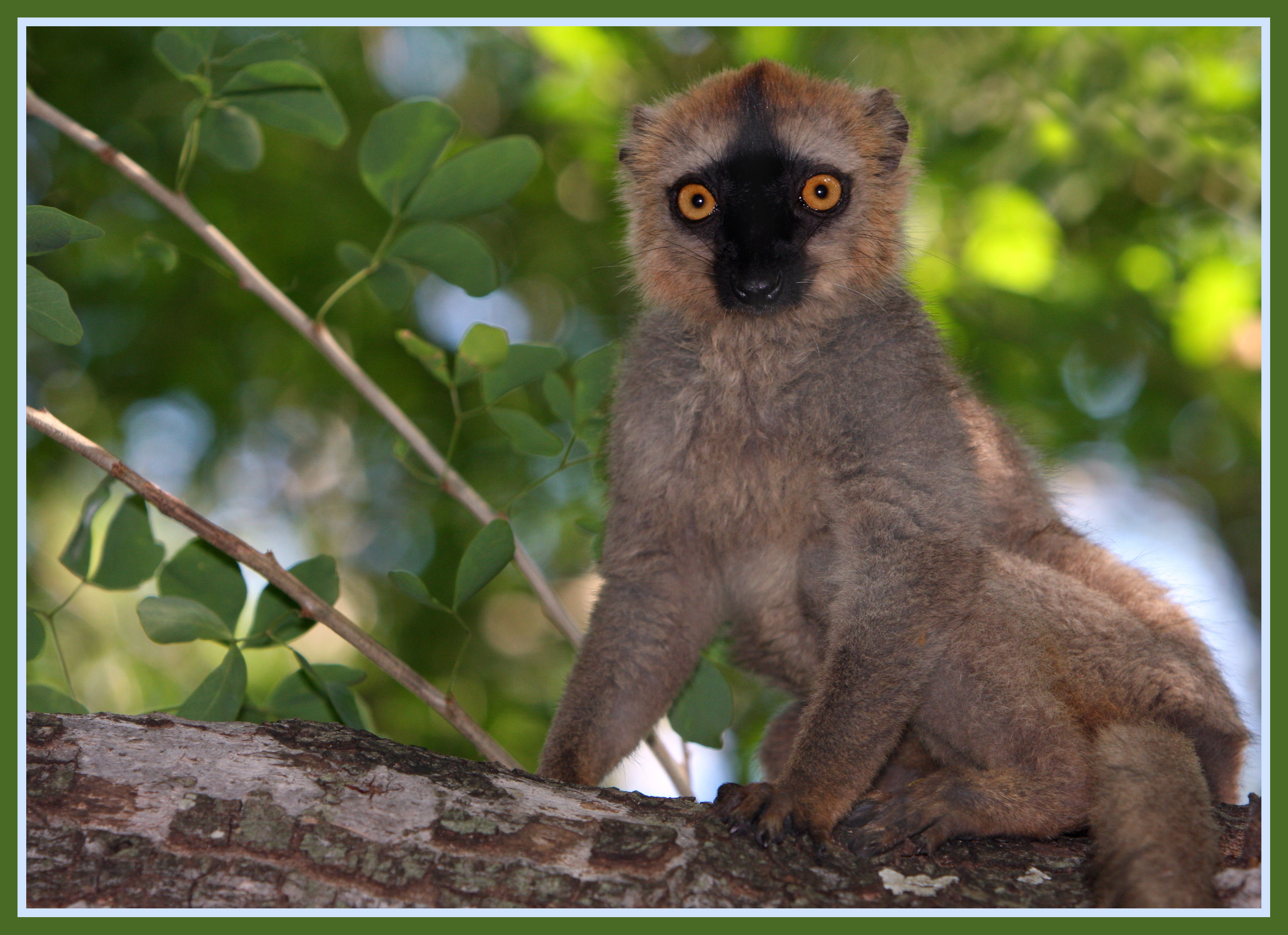

A barnamakik csoportosan élnek. Egy csoportban három-tizenkettő állat él együtt, több ivarérett hím és nőstény és azok még ivaréretlen utódai. Mayotte szigetén a csoportok kivételesen nagyok is lehetnek, olykor 30 állat is alkothat egyetlen csoportot.
A csoporton belül úgy tűnik nincs kialakult rangsor.
Egy-egy csoport territóriuma a rendelkezésre álló élelem függvényében 7 és 20 hektár között változhat.
A lombkorona lakói, ahol a nappalt főként pihenéssel és napozással töltik. Rendkívül ügyesen mozog a fák ágain, hatalmasakat ugorva fáról fára. Gyümölcsökkel, levelekkel, hajtásokkal táplálkozik, olykor elfogyaszt néhány rovart is.

## Szaporodása
A nőstények az ágvillák közé fészket raknak levelekből, oda rejtik a megszülető kicsinyeiket. A nőstények 125 napig tartó vemhesség után többnyire egyetlen utódot ellenek. A kölykök 3 hét múlva másznak ki először a fészekből, 7 hetes korukra már a felnőttekhez hasonló ügyességgel mozognak. A fiatalok másfél éves korukban válnak ivaréretté.
Maximális élettartam fogságban 26 év volt.

## Természetvédelmi helyzete
Élőhelye elvesztése és a vadászat a vöröshasú makikat is fenyegeti. A Természetvédelmi Világszövetség (IUCN) Vörös Listáján a „mérsékelten veszélyeztetett” kategóriába sorolták a fajt.
Állatkertekben gyakran tartott faj. Magyarországon a Nyíregyházi Állatparkban és a Pécsi Állatkertben látható.

## Fordítás
- Ez a szócikk részben vagy egészben  a   Brauner Maki című német Wikipédia-szócikk ezen változatának fordításán alapul.  Az eredeti cikk szerkesztőit annak laptörténete sorolja fel. Ez a jelzés csupán a megfogalmazás eredetét és a szerzői jogokat jelzi, nem szolgál a cikkben szereplő információk forrásmegjelöléseként.